# Karlebo, Danmark
Karlebo är en ort i Danmark. Den ligger i kommunen Fredensborg Kommune och regionen Region Hovedstaden, i den östra delen av landet. Karlebo ligger 35 meter över havet och antalet invånare är 220. Den ligger på ön Sjælland.
Terrängen runt Karlebo är platt. Den högsta punkten i närheten är 82 meter över havet, 2,5 km väster om Karlebo. Trakten runt Karlebo består i huvudsak av jordbruksmark och gräsmarker.